# Linia kolejowa 113 Nyíregyháza – Mátészalka – Zajta
Linia kolejowa Nyíregyháza – Mátészalka – Zajta – linia kolejowa na Węgrzech. Jest to linia jednotorowa, w całości niezelektryfikowana. Łączy Nyíregyházę z Mátészalką i Zajtą, a dalej z Rumunią. 

## Historia
Linia została 20 sierpnia 1887 roku.